# Whisky a Go Go

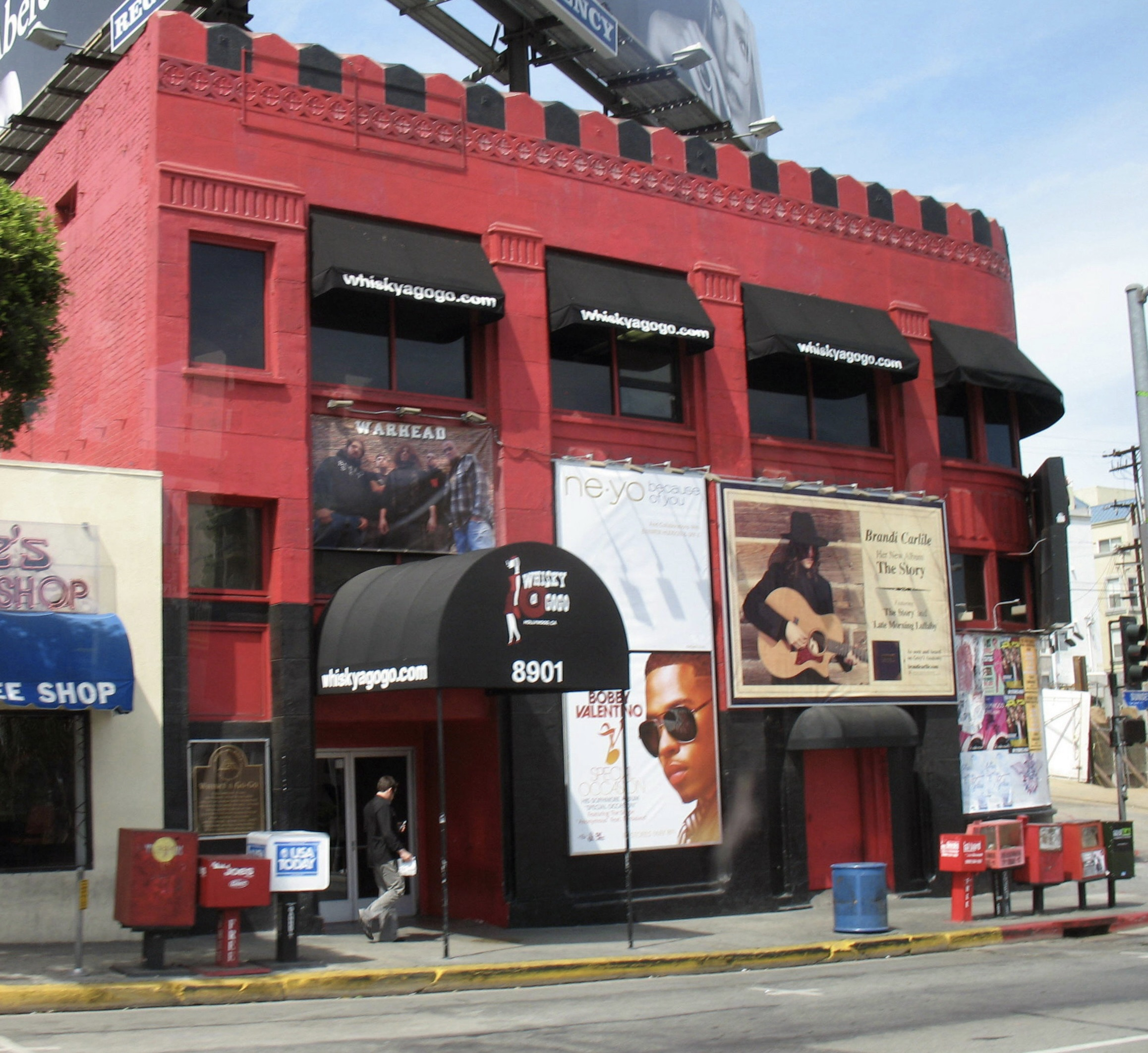
Whisky a Go Go, 2007

Whisky a Go Go är en nattklubb som ligger i West Hollywood i Los Angeles County, Kalifornien. Den ligger på 8901 Sunset Boulevard och öppnade 1964, som del i en dåvarande kedja av klubbar. 

## Historia
År 1958 öppnades den första Whisky a Go Go-klubben i Nordamerika. Den öppnades i Chicago, Illinois. Den kallades för det första riktiga diskoteket i Amerika. Whisky a Go Go i Hollywood var startscenen för många stora artister. Den första artisten som framträdde var Johnny Rivers. I juli 1965 föddes konceptet om Go Go-dans i bur på just denna nattklubb. Nu spred sig fenomenet runt USA, och bandet The Miracles släppte 1966 en låt med titeln "Going to a Go-Go". 
Whisky a Go Go låg ofta i bråk med staden Los Angeles som ansåg att klubben var en av orsakerna till 1966 års Sunset Strip-kravaller.[källa behövs] Trots detta fick rock and roll sitt stora genombrott tack vare scenen på Whisky a Go Go.[källa behövs] Men även heavy metal och punk gynnades av Whisky a Go Go.
Whisky a Go Go är ändå mest känd för att få fart på artistkarriärerna för bland annat The Byrds, Alice Cooper och Buffalo Springfield. Ett av de mest kända psykedeliska banden The Doors var husband på klubben ända tills de framförde låten "The End". På grund av Oidipuskomplexet i låten fick de sparken. Denna händelse tas upp i filmen The Doors. Efter denna händelse kom större artister till klubben, inklusive Van Morrison, Frank Zappa (som fick skivkontrakt tack vare spelningen på Whiskyn), Jimi Hendrix, The Kinks, The Who, Cream och Led Zeppelin.

### Stängning, och återöppnande
I mitten av 1970-talet ändrades stilen en del och en kabaré sattes upp. Den kallades för The Cycle Sluts. Detta var dock ingen succé och Whisky a Go Go fortsatte som en rockklubb.
I slutet av 1970-talet riktade man in sig mer på punkrock och lokala band som The Runaways, Quiet Riot, Mötley Crüe och Van Halen fick chansen att slå igenom.
Efter att banden hade slagit igenom föll Whisky a Go Go i glömska och stängdes 1982.
1986 öppnades klubben igen, nu inriktad på lite hårdare musik och band som Guns N' Roses och Metallica bjöds in.
På 1990-talet följde man med grungevågen och fick besök av Nirvana och Soundgarden.
Den 8 november 2006 firades 40-årsjubileet av The Doors legendariska spelning. Bandet uppträdde då (dock utan avlidne sångaren Jim Morrison).[källa behövs]
2007 gjorde The Police en spelning och sedan dess är det en rockklubb som försöker hitta tillbaka till storhetstiden på 1960-talet.[källa behövs] Whisky a Go Go är fortfarande en populär nattklubb och många stora artister har konserter på Whisky a Go Go.[källa behövs]
11 februari 2019 spelade KISS en konsert på Whiskey a Go Go.